# Paectes poliotis
Paectes poliotis là một loài bướm đêm trong họ Noctuidae.